# WTA Elite Trophy 2023 - Singolare
Aryna Sabalenka era la detentrice del titolo dell'ultima edizione disputata nel 2019, ma non ha partecipato all'evento perché qualificata alle WTA Finals.
In finale Beatriz Haddad Maia ha sconfitto Zheng Qinwen con il punteggio di 7-6(11), 7-6(4).

## Teste di serie
1. Barbora Krejčíková (round robin)
2. Madison Keys (round robin)
3. Jeļena Ostapenko (round robin)
4. Ljudmila Samsonova (round robin)
5. Veronika Kudermetova (round robin)
6. Dar'ja Kasatkina (semifinale)

1. Zheng Qinwen (finale)
2. Beatriz Haddad Maia (Campionessa)
3. Caroline Garcia (round robin)
4. Donna Vekić (round robin)
5. Magda Linette (round robin)
6. Zhu Lin (semifinale)

### Riserve
1. Sorana Cîrstea (non ha giocato)

1. Anastasija Potapova (non ha giocato)

## Tabellone

### Legenda
| - Q = Qualificato - WC = Wild card - LL = Lucky loser | - ALT = Alternate - SE = Special Exempt - PR = Protected Ranking | - w/o = Walkover - r = Ritirato - d = Squalificato |

### Parte finale
|  | Semifinali | Semifinali          | Semifinali          | Semifinali | Semifinali |  |  | Finale | Finale              | Finale              | Finale | Finale |  |
|  |            |                     |                     |            |            |  |  |        |                     |                     |        |        |  |
|  | 6          | Dar'ja Kasatkina    | Dar'ja Kasatkina    | 4          | 1          |  |  |        |                     |                     |        |        |  |
|  | 8          | Beatriz Haddad Maia | Beatriz Haddad Maia | 6          | 6          |  |  | 8      | Beatriz Haddad Maia | Beatriz Haddad Maia | 7      | 7      |  |
|  | 12/WC      | Zhu Lin             | 5                   | 6          | 1          |  |  | 7      | Zheng Qinwen        | Zheng Qinwen        | 611    | 64     |  |
|  | 7          | Zheng Qinwen        | 7                   | 4          | 6          |  |  |        |                     |                     |        |        |  |

### Gruppo Azalea
|    |                    | Krejčíková    | Kasatkina     | Linette  | RR V–P | Set V-P   | Game V-P    | Classifica |
| 1  | Barbora Krejčíková |               | 5-7, 6-1, 1-6 | 6-2, 6-4 | 1-1    | 3-2 (60%) | 24-20 (55%) | 2          |
| 6  | Dar'ja Kasatkina   | 7-5, 1-6, 6-1 |               | 6-3, 6-4 | 2-0    | 4-1 (80%) | 26-19 (58%) | 1          |
| 11 | Magda Linette      | 2-6, 4-6      | 3-6, 4-6      |          | 0-2    | 0-4 (0%)  | 13-24 (35%) | 3          |

La classifica viene stilata in base ai seguenti criteri: 1) Numero di vittorie; 2) Numero di partite giocate; 3) Scontri diretti (in caso di due giocatori pari merito); 4) Percentuale di set vinti o di game vinti (in caso di tre giocatori pari merito); 5) Decisione della commissione

### Gruppo Camelia
|   |                     | Keys        | Haddad Maia | Garcia      | RR V–P | Set V-P    | Game V-P    | Classifica |
| 2 | Madison Keys        |             | 4-6, 4-6    | 3-6, 6(3)-7 | 0-2    | 0-4 (0%)   | 17-25 (40%) | 3          |
| 8 | Beatriz Haddad Maia | 6-4, 6-4    |             | 6-1, 7-6(4) | 2-0    | 4-0 (100%) | 25-15 (63%) | 1          |
| 9 | Caroline Garcia     | 6-3, 7-6(3) | 1-6, 6(4)-7 |             | 1-1    | 2-2 (50%)  | 20-22 (48%) | 2          |

La classifica viene stilata in base ai seguenti criteri: 1) Numero di vittorie; 2) Numero di partite giocate; 3) Scontri diretti (in caso di due giocatori pari merito); 4) Percentuale di set vinti o di game vinti (in caso di tre giocatori pari merito); 5) Decisione della commissione

### Gruppo Orchidea
|    |                  | Ostapenko     | Zheng            | Vekić            | RR V–P | Set V-P   | Game V-P    | Classifica |
| 3  | Jeļena Ostapenko |               | 4-6, 6-1, 2-6    | 4-6, 6-4, 6-1    | 1-1    | 3-4 (43%) | 28-24 (54%) | 2          |
| 7  | Zheng Qinwen     | 6-4, 1-6, 6-2 |                  | 6-4, 6(6)-7, 6-4 | 2-0    | 4-2 (67%) | 31-27 (53%) | 1          |
| 10 | Donna Vekić      | 6-4, 4-6, 1-6 | 4-6, 7-6(6), 4-6 |                  | 0-2    | 2-4 (33%) | 26-34 (43%) | 3          |

La classifica viene stilata in base ai seguenti criteri: 1) Numero di vittorie; 2) Numero di partite giocate; 3) Scontri diretti (in caso di due giocatori pari merito); 4) Percentuale di set vinti o di game vinti (in caso di tre giocatori pari merito); 5) Decisione della commissione

### Gruppo Rosa
|       |                      | Samsonova     | Kudermetova   | Zhu           | RR V–P | Set V-P   | Game V-P    | Classifica |
| 4     | Ljudmila Samsonova   |               | 4-6, 6-3, 5-7 | 2-6, 6-2, 6-1 | 1-1    | 3-3 (50%) | 29-25 (54%) | 2          |
| 5     | Veronika Kudermetova | 6-4, 3-6, 7-5 |               | 6(5)-7, 1-6   | 1-1    | 2-3 (40%) | 23-28 (45%) | 3          |
| 12/WC | Zhu Lin              | 6-2, 2-6, 1-6 | 7-6(5), 6-1   |               | 1-1    | 3-2 (60%) | 22-21 (59%) | 1          |

La classifica viene stilata in base ai seguenti criteri: 1) Numero di vittorie; 2) Numero di partite giocate; 3) Scontri diretti (in caso di due giocatori pari merito); 4) Percentuale di set vinti o di game vinti (in caso di tre giocatori pari merito); 5) Decisione della commissione